# Daran Norris
Daran Morrison Nordland (1 de novembro de 1964) é um ator e dublador americano nascido no estado de Washington.
Daran Norris fazia parte do elenco principal da série Manual de Sobrevivência Escolar do Ned, na qual faz o papel de Gordy, o faxineiro da escola que sempre foge de seu serviço. Também fez o papel do defensor público Cliff McCormack em Veronica Mars. É a voz do Cosmo na versão original do desenho animado Os Padrinhos Mágicos e interpreta Buddha Bob em Big Time Rush, no filme Ben 10: Corrida Contra o Tempo, fez a voz do alienígena Diamante. Atualmente também Knock Out da série Transformers: Prime.